# Hötjärnen (Piteå socken, Norrbotten, 726980-170736)
Hötjärnen är en sjö i Piteå kommun i Norrbotten och ingår i Åbyälvens huvudavrinningsområde.